# Belgisch korfbalteam

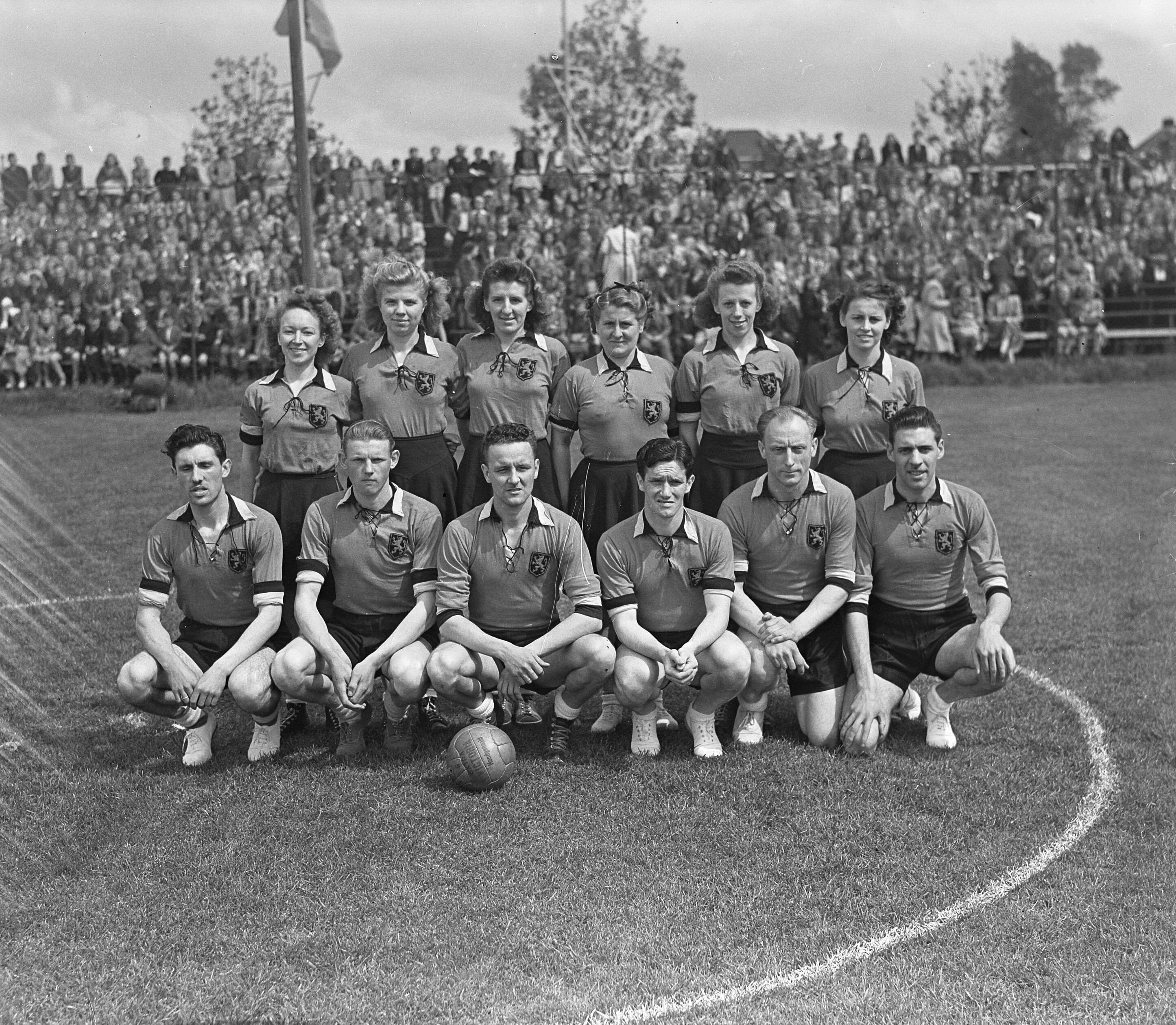
Het Belgisch korfbalteam in 1949

Het Belgisch korfbalteam vertegenwoordigt de Koninklijke Belgische Korfbalbond (KBKB) in internationale korfbalwedstrijden. Hun bijnaam is de Belgian Diamonds.

## Bondscoaches
| Periode      | Bondscoach          |
| ------------ | ------------------- |
| ? - 1985     | Jacky Van Der Velde |
| 1985 - 1990  | Daniel De Rudder    |
| 1990 - 1992  | Rudy Ramaekers      |
| 1992 - 1997  | Carlo De Waele      |
| 1997 - 2001  | Eddy Van Hoof       |
| 2001 - 2008  | Luc Tossens         |
| 2008 - 2012  | Eddy Van Hoof       |
| 2012 - 2016  | Detlef Elewaut      |
| 2016 - 2017  | Steven Mijnsbergen  |
| 2018 - heden | Detlef Elewaut      |

## Resultaten

### Wereldspelen
| Wereldspelen |            |                     |            |
| Jaar         | Editie     | Gastheer            | Klassering |
| 1985         | 2e editie  | Verenigd Koninkrijk | Zilver     |
| 1989         | 3e editie  | Duitsland           | Zilver     |
| 1993         | 4e editie  | Nederland           | Zilver     |
| 1997         | 5e editie  | Finland             | Zilver     |
| 2001         | 6e editie  | Japan               | Zilver     |
| 2005         | 7e editie  | Duitsland           | Zilver     |
| 2009         | 8e editie  | Taiwan              | Zilver     |
| 2013         | 9e editie  | Colombia            | Zilver     |
| 2017         | 10e editie | Polen               | Brons      |
| 2022         | 11e editie | Amerika             | Zilver     |
| 2025         | 12e editie | China               | Zilver     |

### Wereldkampioenschappen
| Wereldkampioenschappen |               |             |            |
| Jaar                   | Kampioenschap | Gastheer    | Klassering |
| 1978                   | 1e WK         | Nederland   | Zilver     |
| 1984                   | 2e WK         | België      | Zilver     |
| 1987                   | 3e WK         | Nederland   | Zilver     |
| 1991                   | 4e WK         | België      | Goud       |
| 1995                   | 5e WK         | India       | Zilver     |
| 1999                   | 6e WK         | Australië   | Zilver     |
| 2003                   | 7e WK         | Nederland   | Zilver     |
| 2007                   | 8e WK         | Tsjechië    | Zilver     |
| 2011                   | 9e WK         | China       | Zilver     |
| 2015                   | 10e WK        | België      | Zilver     |
| 2019                   | 11e WK        | Zuid-Afrika | Zilver     |
| 2023                   | 12e WK        | Taiwan      | Brons      |

### Europese kampioenschappen
| Europese kampioenschappen |               |           |            |
| Jaar                      | Kampioenschap | Gastheer  | Klassering |
| 1998                      | 1e EK         | Portugal  | Zilver     |
| 2002                      | 2e EK         | Catalonië | Brons      |
| 2006                      | 3e EK         | Hongarije | Zilver     |
| 2010                      | 4e EK         | Nederland | Zilver     |
| 2014                      | 5e EK         | Portugal  | Zilver     |
| 2016                      | 6e EK         | Nederland | Zilver     |
| 2018                      | 7e EK         | Nederland | 4e         |
| 2021                      | 8e EK         | België    | Zilver     |
| 2024                      | 9e EK         | Spanje    | Zilver     |

## Selecties

### Huidige selectie
De samenstelling van het Belgische korfbalteam (laatste update: 04-09-2023)
Staf
- Hoofdcoach: Detlef Elewaut
- Assistent bondscoach: Johannis Schot

Dames
- Lauren Denis, Voorwaarts
- Amber Engels, Boeckenberg
- Lisa Pauwels, Floriant
- Saar Seys, Floriant
- Lisa Van Gorp, Boeckenberg
- Joke Van Maldeghem, Voorwaarts
- Lise Van Maldeghem, PKC

Heren
- Lars Courtens, Floriant
- Jarre de Ley, AKC
- Jordan de Vogelaere, Boeckenberg
- Kian Amorgaste Borgerhout
- Joppe Bellemans, Boeckenberg
- Tibo Dujardin, Boeckenberg
- Christoph Hellemans, Voorwaarts

### Voormalige selecties
1: Duke Cornelissens ·
2: Frank Erken ·
3: Frank Hardies ·
4: Marc Mattheyses ·
5: Marc Nicolay ·
6: Ilse Poinart ·
7: Chris Rollier ·
8: Karin Sies ·
9: Eddy Van Hoof ·
10: Marc Van Leuven ·
11: Viviane Verbeeck · 12: Monique Vleminck · Coach: Daniël De Rudder
1: Jerry Aerts ·
2: Nancy Baele ·
3: Ivo Goossens ·
4: Frank Hardies ·
5: Guy Junes ·
6: Nicole Lenaerts ·
7: Sonja Roels ·
8: Ann Schuddinck ·
9: Adri van Bavel ·
10: Martine Van den Eynde ·
11: Ann Van Gils · 12: Viviane Verbeeck · 13: Wim Verhoeven · Coach: Daniël De Rudder
1: Jerry Aerts ·
2: Nancy Baele ·
3: Marc Benoy ·
4: Chantal De Colle ·
5: Eva De Mulder ·
6: Tanja Degreves ·
7: Ivo Goossens ·
8: Leen Mattheyses ·
9: Chris Pauwels ·
10: Sonja Roels ·
11: Steve Roels · 12: Adri Van Bavel · 13: Viviane Verbeeck · 14: Wim Verhoeven · Coach: Carlo De Waele
1: Patrick Bellemans ·
2: Dave Cools ·
3: Steve De Jonghe ·
4: Eva De Mulder ·
5: Werner de Vogelaere ·
6: Chantal Delorge ·
7: Pascale Ooms ·
8: Sonja Roels ·
9: Steve Roels ·
10: Sandra Schoonvaere ·
11: Joyce Van Gorp · 12: Ben Verburgt · 13: Wim Verhoeven · Coach: Eddy Van Hoof
1: Nancy Baele ·
2: Dave Cools ·
3: Gert Degenaers ·
4: Steve De Jonghe ·
5: Detlef Elewaut ·
6: Kris Embrecht ·
7: Debby Everaert ·
8: Andy Gilles ·
9: Sven Hardies ·
10: Ann Huybrechts ·
11: Ronny Lenjou · 12: Cindy Van Autreve · 13: Sofie Van den Ende · 14: Joyce Van Gorp · Coach: Eddy Van Hoof
1: Bia Bouly ·
2: Bart Cleyman ·
3: Gert Degenaers ·
4: Annick Dekeyser ·
5: Kevin De Waele ·
6: Detlef Elewaut ·
7: Debby Everaert ·
8: Andy Gilles ·
9: Sofie Goossens ·
10: Mitch Lenaerts ·
11: Britt Logisse · 12: Annelies Vandenberghe · 13: Dennis Vermeiren · 14: Ann Vorsselmans · Coach: Luc Tossens
1: Véronique Biot ·
2: Jeffrey Campers ·
3: Bart Cleyman ·
4: Annick Dekeyser ·
5: Davor Duronjic ·
6: Sara Goossens ·
7: Mitch Lenaerts ·
8: Britt Logisse ·
9: David Peeters ·
10: Patty Peeters ·
11: Annelies Vandenberghe · 12: Jens Van Hoof · 13: Dennis Vermeiren · 14: Ann Vorsselmans · Coach: Eddy Van Hoof
1: Julie Caluwé ·
2: Jeffrey Campers ·
3: Jesse De Bremaeker ·
4: Wim De Decker ·
5: Gwenny De Plecker ·
6: Annick Dekeyser ·
7: Shiara Driesen ·
8: Davor Duronjic ·
9: Jari Hardies ·
10: Nick Janssens ·
11: Mitch Lenaerts · 12: David Peeters · 13: Patty Peeters · 13: Nikki Schilders · 14: Annelies Vandenberghe · Coach: Detlef Elewaut
1: Jarni Amorgaste ·
2: Julie Caluwé ·
3: Jesse De Bremaeker ·
4: Shiara Driesen ·
5: Jari Hardies ·
6: Nick Janssens ·
7: Yani Janssens ·
8: David Peeters ·
9: Patty Peeters ·
10: Saar Seys ·
11: Brent Struyf · 12: Karen Van Camp · 13: Zahra Verhoeven · 14: Stephanie Versele · Coach: Steven Mijnsbergen
1: Kian Amorgaste ·
2: Julie Caluwé ·
3: Lars Courtens ·
4: Lauren Denis ·
5: Jordan de Vogelaere ·
6: Shiara Driesen ·
7: Amber Engels ·
8: Jari Hardies ·
9: Lars Huppertz ·
10: Lennert Impens ·
11: Lisa Pauwels · 12: Stien Reyntjens · 13: Saar Seys · 14: Brent Struyf · Coach: Detlef Elewaut & Johannis Schot
1: Amber Engels ·
2: Britt Saey ·
3: Eline Denie ·
4: Joke Van Maldeghem ·
5: Lisa Pauwels ·
6: Lisa Van Gorp ·
7: Lise Van Maldeghem ·
8: Jarre de Ley ·
9: Joppe Bellemans ·
10: Jordan de Vogelaere ·
11: Kian Amorgaste · 12: Nick Verwerft · 13: Siebe de Ley · 14: Thomas Thijs · Coach: Detlef Elewaut & Johannis Schot
1: Jerry Aerts ·
2: Nancy Baele ·
3: Patrick Bellemans ·
4: Marc Benoy ·
5: Linda Darmont ·
6: Werner de Vogelaere ·
7: Ivo Goossens ·
8: Danny Jacobs ·
9: Leen Mattheyses ·
10: Annick Peeters ·
11: Dirk Peeters · 12: Ilse Poinart · 13: Sonja Roels · 14: Joyce Senepart · 15: Adri Van Bavel · 16: Martine Van den Eynde · 17: Viviane Verbeeck · 18: Wim Verhoeven · Coach: Rudy Ramaekers
1: Bart Cleyman ·
2: Dave Cools ·
3: Steve De Jonghe ·
4: Chantal Delorge ·
5: Davor Duronjic ·
6: Debby Everaert ·
7: Wendy Lodewijckx ·
8: Britt Logisse ·
9: Sandra Schoonvaere ·
10: Patty S'Jongers ·
11: Cindy Van Autreve · 12: Christoph Van der Beken · 13: Ben Verburgt · 14: Wim Verhoeven · 15: Dennis Vermeiren · 16: Ann Vorsselmans · Coach: Luc Tossens
1: Véronique Biot ·
2: Jeffrey Campers ·
3: Bart Cleyman ·
4: Annick Dekeyser ·
5: Jarrett De Vriendt ·
6: Davor Duronjic ·
7: Detlef Elewaut ·
8: Sara Goossens ·
9: Sofie Goossens ·
10: Sari Janssens ·
11: Mitch Lenaerts · 12: Patty Peeters · 13: Annelies Vandenberghe · 14: Jens Van Hoof · 15: Dennis Vermeiren · 16: Ann Vorsselmans · Coach: Luc Tossens
1: Julie Caluwé ·
2: Bart Cleyman ·
3: Jesse De Bremaeker ·
4: Wim De Decker ·
5: Gwenny De Plecker ·
6: Jill Driessens ·
7: Sara Goossens ·
8: Sofie Goossens ·
9: Jari Hardies ·
10: Nick Janssens ·
11: Yani Janssens · 12: Mitch Lenaerts · 13: Britt Logisse · 14: Patty Peeters · 15: David Peeters · 16: Annelies Vandenberghe · Coach: Eddy Van Hoof
1: Jarni Amorgaste ·
2: Julie Caluwé ·
3: Jesse De Bremaeker ·
4: Shiara Driesen ·
5: Davor Duronjic ·
6: Jari Hardies ·
7: Nick Janssens ·
8: Mitch Lenaerts ·
9: David Peeters ·
10: Patty Peeters ·
11: Nikki Schilders · 12: Brent Struyf · 13: Karen Van Camp · 14: Annelies Vandenberghe · Coach: Detlef Elewaut
1: Liesbet Bollaerts ·
2: Julie Caluwé ·
3: Lars Courtens ·
4: Jarre de Ley ·
5: Lauren Denis ·
6: Maite Dewinter ·
7: Jordan de Vogelaere ·
8: Shiara Driesen ·
9: Jonas Lemmens ·
10: Tess Mathis ·
11: Saar Seys · 12: Brent Struyf · 13: Nick Verwerft · Coach: Detlef Elewaut & Johannis Schot
1: Lars Courtens ·
2: Jarre de Ley ·
3: Lauren Denis ·
4: Jordan de Vogelaere ·
5: Tibo Dujardin ·
6: Amber Engels ·
7: Christoph Hellemans ·
8: Lisa Pauwels ·
9: Cedric Schoumacker ·
10: Saar Seys ·
11: Arne Van Damme · 12: Lisa Van Gorp · 13: Joke Van Maldeghem · 14: Lise Van Maldeghem · Coach: Detlef Elewaut & Johannis Schot
1: Andy Gilles ·
2: Ann Vorsselmans ·
3: Annelies Vandenberghe ·
4: Bart Cleyman ·
5: Britt Logisse ·
6: Davor Duronjic ·
7: Detlef Elewaut ·
8: Kim Gilles ·
9: Annick Dekeyser ·
10: Dimitri Van Leuven ·
11: Jeffrey Campers · 12: Jens Van Hoof · 13: Sofie Goossens · 14: Patty Peeters · Coach: Luc Tossens

1: Véronique Biot ·
2: Jeffrey Campers ·
3: Bart Cleyman ·
4: Gwenny De Plecker ·
5: Jill Driessens ·
6: Davor Duronjic ·
7: Sara Goossens ·
8: Sofie Goossens ·
9: Jari Hardies ·
10: Nick Janssens ·
11: Sari Janssens · 12: Mitch Lenaerts · 13: David Peeters · 14: Patty Peeters · 15: Annelies Vandenberghe · 16: Dennis Vermeiren · Coach: Eddy Van Hoof
1: Jarni Amorgaste ·
2: Julie Caluwé ·
3: Nienke Daelman ·
4: Jesse De Bremaeker ·
5: Jari Hardies ·
6: Shiara Driesen ·
7: Davor Duronjic ·
8: Nick Janssens ·
9: Mitch Lenaerts ·
10: David Peeters ·
11: Patty Peeters · 12: Nikki Schilders · 13: Annelies Vandenberghe‎ · 14: Kathleen Verlaak · Coach: Detlef Elewaut
1: Julie Caluwé ·
2: Jesse De Bremaeker ·
3: Shiara Driesen ·
4: Jari Hardies ·
5: Christoph Hellemans ·
6: Nick Janssens ·
7: David Peeters ·
8: Patty Peeters ·
9: Nikki Schilders ·
10: Brent Struyf ·
11: Karen Van Camp · 12: Yve Van Harneveldt · 13: Zahra Verhoeven · 14: Kathleen Verlaak · Coach: Steven Mijnsbergen
1: Jarni Amorgaste ·
2: Liesbet Bollaerts ·
3: Julie Caluwé ·
4: Jarre de Ley ·
5: Maite Dewinter ·
6: Jordan de Vogelaere ·
7: Shiara Driesen ·
8: Jari Hardies ·
9: Sayer Jobe ·
10: David Peeters ·
11: Amy Pauwels · 12: Saar Seys · 13: Brent Struyf · 14: Jens Vogels · Coach: Detlef Elewaut
1: Arne Beeck ·
2: Julie Caluwé ·
3: Lars Courtens ·
4: Jarre de Ley ·
5: Lauren Denis ·
6: Maite Dewinter ·
7: Jordan de Vogelaere ·
8: Shiara Driesen ·
9: Amber Engels ·
10: Jari Hardies ·
11: Lennert Impens · 12: Anke Meganck · 13: Saar Seys · 14: Brent Struyf · Coach: Detlef Elewaut & Johannis Schot
1: Lisa Van Gorp ·
2: Amber Engels ·
3: Britt Saey ·
4: Lisa Pauwels ·
5: Lise Van Maldeghem ·
6: Joke Van Maldeghem ·
7: Saar Seys ·
8: Jarre de Ley ·
9: Siebe de Ley ·
10: Jordan de Vogelaere ·
11: Kian Amorgaste · 12: Joppe Bellemans · 13: Nick Verwerft · 14: Glenn Pauwels · Coach: Detlef Elewaut & Johannis Schot
Vlaamse clubs · Waalse clubs · Brusselse clubs
Speler van het Jaar · Biografieën Belgische korfballers
Basketbal (mannen · vrouwen) · Basketbal 3x3 (mannen · vrouwen) · Cricket (mannen · vrouwen) · Curling (gemengd · gemengddubbel · mannen · vrouwen) · Handbal (mannen · vrouwen) · Hockey (mannen · vrouwen) · Honkbal (mannen) · IJshockey (mannen · vrouwen) · Korfbal (gemengd) · Rugby (mannen · vrouwen) · Softbal (mannen · vrouwen) · Strandvoetbal (mannen · vrouwen) · Tennis (mannen · vrouwen) · Touwtrekken (mannen · vrouwen) · Voetbal (mannen · vrouwen) · Volleybal (mannen · vrouwen) · Waterpolo (mannen · vrouwen) · Zaalhockey (mannen · vrouwen) · Zaalvoetbal (mannen · vrouwen)